# Arte de Baskortostán

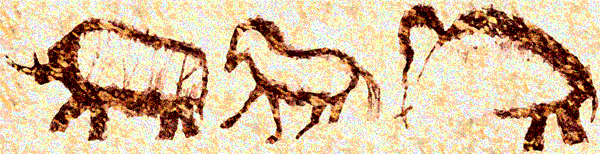
Pinturas rupestres en la cueva de Kapova.

El arte de Baskortostán consta de pintura, diseño gráfico, escultura y artes decorativas.
La pintura de Baskortostán puede reclamar legítimamente un lugar especial en el arte: se estableció en los ámbitos ruso y mundial mucho antes que otros tipos de arte profesional y en su evolución reflejó especialmente la singularidad de la cosmovisión nacional en diferentes etapas históricas. Los creadores de la pintura baskir fueron varias generaciones de artistas, no únicamente baskires por nacionalidad.

## Arte prehistórico
Las antiguas pinturas rupestres de la cueva Shulgan-tash o Cueva de Kapova, la cultura de Arkaim, el arte sarmatiano de «estilo animalista» y el arte popular baskir determinan el rico contenido de la cultura material y espiritual de los Urales del Sur.
La cueva de Kapova se encuentra en los Urales del sur en el valle del río Belaya en el territorio de la Reserva Natural Federal Shulgan-Tash. La cueva se formó de calizas quimiogénicas carbónicas en un macizo kárstico de unos 140 m de altura. En 1959, se descubrieron pinturas rupestres se describen 173 diseños: 26 pinturas representan la fauna de la época: mamuts, caballos, rinocerontes lanudos y bisonte europeo. En 2017 se descubrió una representación de un camello bactriano bajo una capa de calcita. Por otro lado, hay varias ilustraciones zoomorfas y antropomórficas y más de 70 figuras geométricas (triángulos, trapecios, escalas, etc.)

Pinturass rupestres
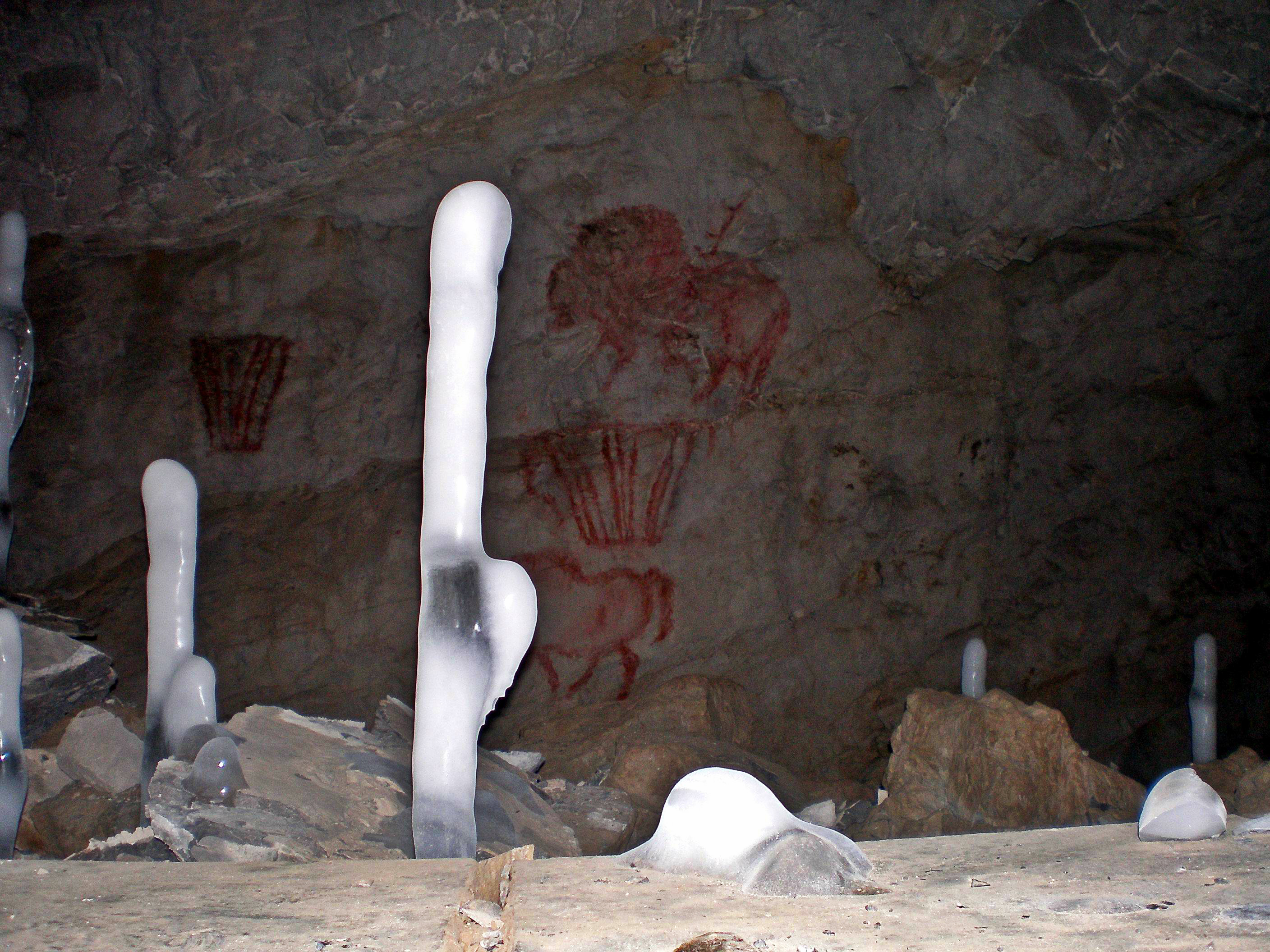
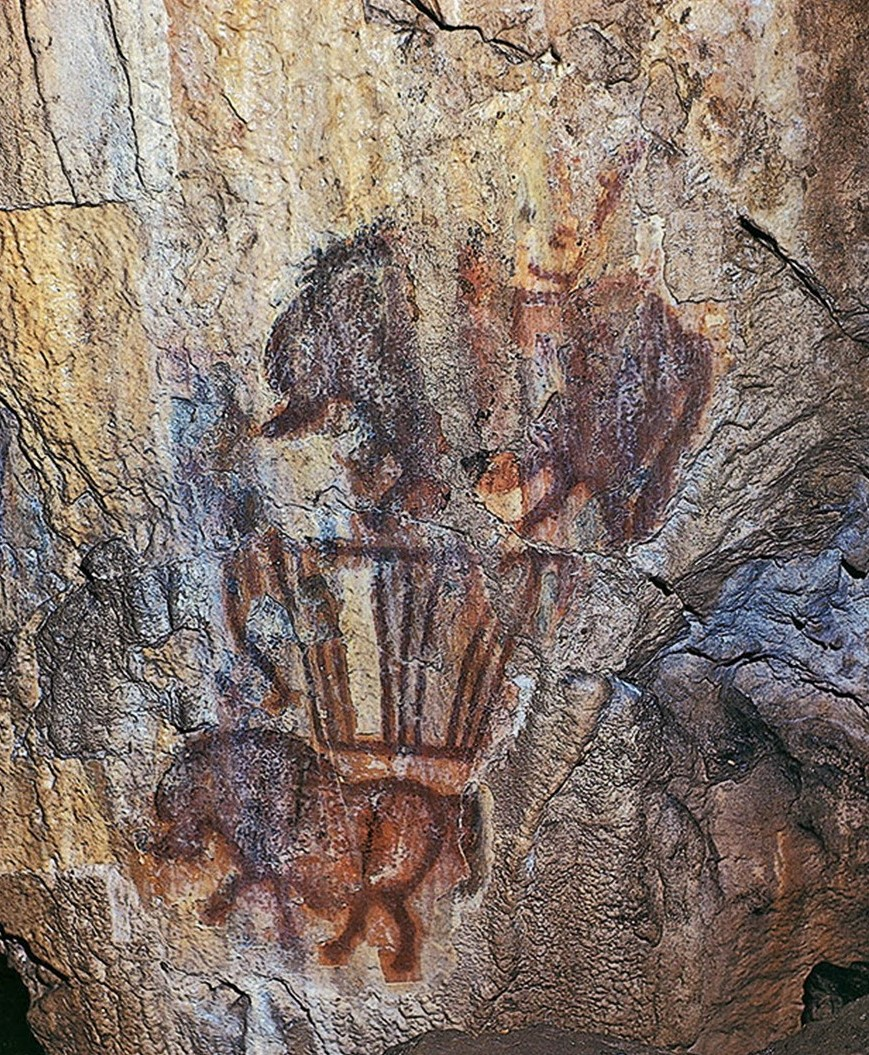

## Período prerrevolucionario
Antes de la Revolución de Octubre (1917), las artes visuales en Baskortostán eran de distribución limitada. En Ufá había talleres de arte y grabado que trabajaban para las necesidades del día, dedicados a la fabricación de letreros, anuncios y sellos. En las escuelas de gramática, colegios y seminarios enseñaron artes gráficas y dibujo. Hubo estudios de arte privados del artista P. M. Lebedev y N. A. Protopopov. En la sociedad familiar-pedagógica, hubo cursos sobre educación pedagógica y artística. Para obtener una educación artística superior, la gente fue a estudiar a Moscú o San Petersburgo, como lo hizo el pintor Mijaíl Nésterov (1862-1942) nacido en Ufà, y que estudió en Moscú. Él creó grandes lienzos en su localidad, donde vivían sus padres y familiares. Cuidando la iluminación artística de sus compatriotas, en 1913 presentó en la ciudad de Ufà una colección única de obras de pintores rusos de la segunda mitad del siglo XIX y principios del XX, así como una treintena de sus propias pinturas. La colección de pinturas presentada por él incluía obras de maestros tan famosos como Iván Shishkin, Isaak Levitán, Nikolái Yaroshenko, Konstantín Korovin, Vasili Polénov, Abram Arkhipov y muchos otros, que hoy son muy reconocidos en la pintura rusa.

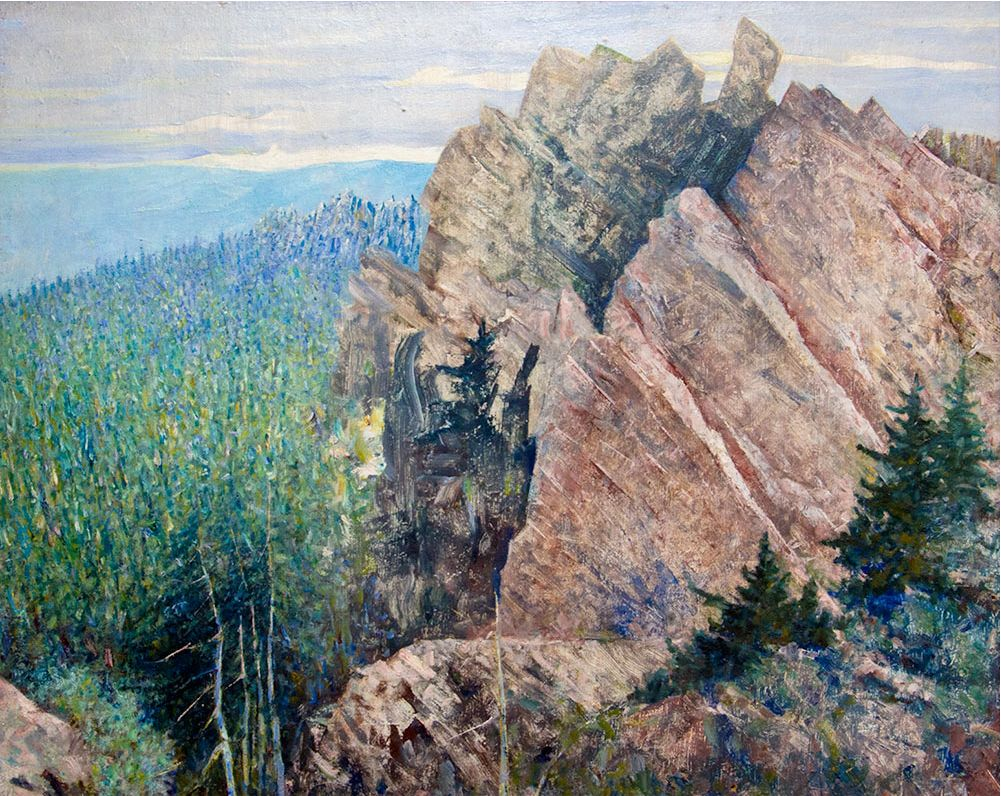
Kasim Devletkildeev:Urales del Sur, 1931.

En 1913, la vida artística de Ufá estuvo marcada por la creación de la Sociedad de Amantes de la Pintura, cuyos miembros eran artistas Julius Yulyevich Blumenthal, P. M. Lebedev, B. A. Vasiliev. El círculo también incluía personas interesadas en el arte y artistas aficionados. En 1916, la compañía pasó a llamarse Ufa Art Circle. Los artistas Alexander Tyulkin, M.N. Yelgashtin, David Burliuk se unieron a sus filas, Kasim Devletkildeev, quien llegó en 1917, se unió a ellos, siendo considerado uno de los primeros artistas baskir.
Así, en Ufá, se reunió un círculo de artistas que estaban destinados a estar en los orígenes de las bellas artes de Baskortostán. Se desarrolló una situación que permite hablar sobre el surgimiento de las bellas artes en la región.

## Era de la construcción del socialismo
Después de la revolución, la vida cultural de la ciudad se calmó, la devastación y el hambre arrasaron con Ufá. Después de la liberación de Ufá de los gobiernos de Kommuch, Kolchak y los blancos y el establecimiento del poder soviético en él, los artistas se reunieron en el círculo de arte de Ufá haciendo todo lo posible para restaurar la vida cultural en la ciudad.
En los años 1919-1921, se organizan varios estudios de arte. En el edificio de la antigua escuela comercial —ahora el edificio del Aviation College—, se les abrió un club de trabajo. V.I. Lenin, y con él un estudio de arte. Su creador y maestro fue Kasim Devletkildeev. En 1921, él, como empleado de Narobraz para museos y la protección de monumentos de arte y antigüedades, participó en una expedición a Turquestán. El objetivo principal del viaje era recolectar obras de arte para crear un museo de los Pueblos del Este de la República Soviética. Más tarde, se abolió la idea de crear un museo de los Pueblos del Este, y en su lugar se organizó el Museo Regional Central Baskir.

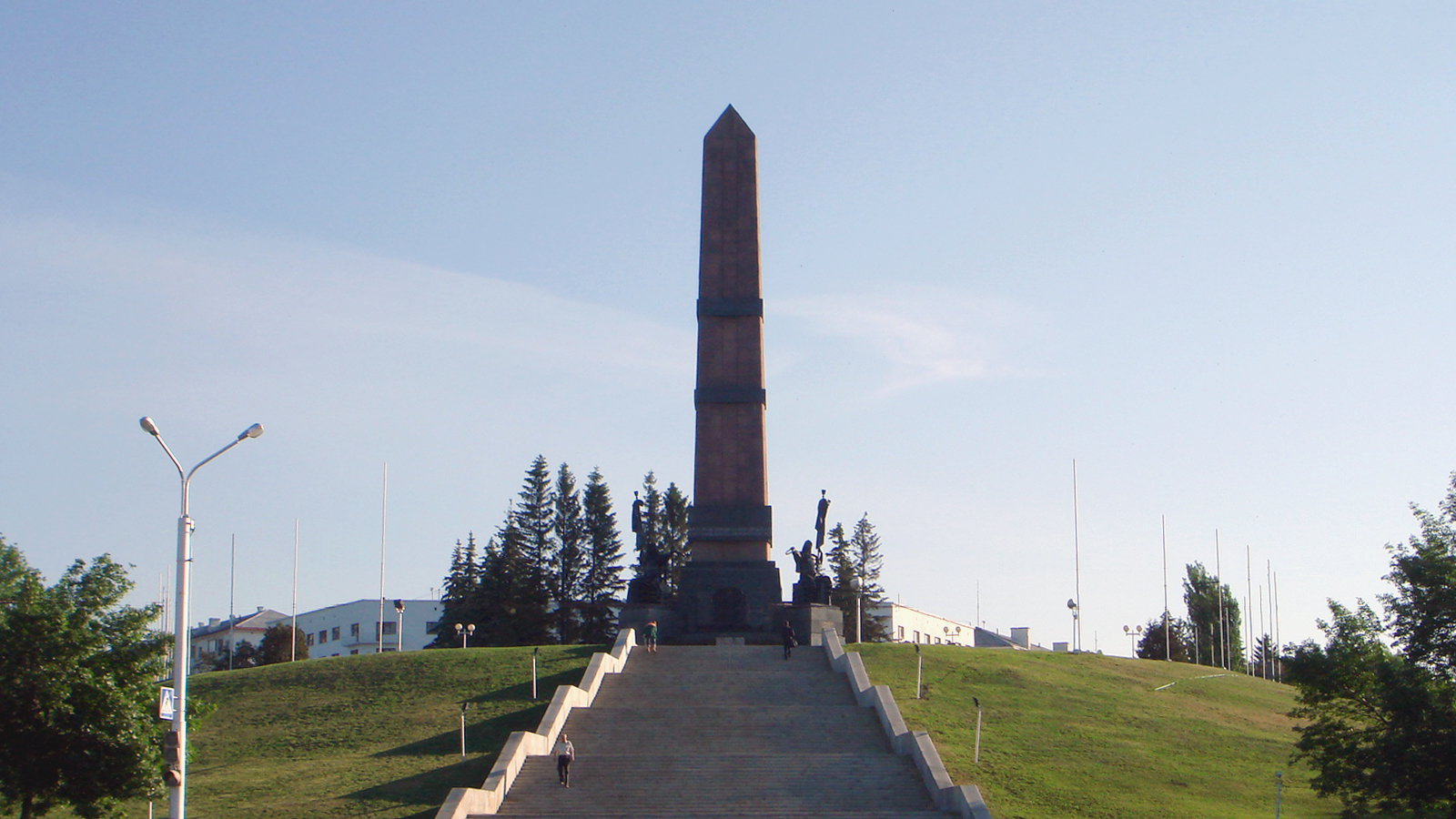
Monumento de la amistad de los pueblos en Ufá. Los autores son escultores M.F.Baburin, G.P.Levitskaya, arquitectos E.I. Kutyrev, G.I. Gavrilov. Abierto el 7 de agosto de 1965.

En 1924, el Comisariado del Pueblo de Baskiria aprobó la disposición sobre la organización de un estudio de arte y técnico para un grupo de artistas: Kasim Devletkildeev, A. P. Lezhnev, I. N. Samarin, A. E. Tyulkin, G. P. Cherkasheninov. El objetivo del estudio era educar a los maestros para la «producción de arte y artesanía». Más tarde, este estudio se convirtió en el departamento de arte del Baskir College of Arts. Se educó una galaxia de artistas en el estudio, que durante muchos años determinó el nivel de bellas artes de Baskortostán: G. Imasheva, G. Mustafin , R. Ishbulatov, R. Gumerov, R. Usmanov, V. Andreev, L. Lezenkov. Kasim Devletkildeev trabajó mucho y fructíferamente en el Museo de Arte Proletario, fundado en Ufá en 1919. Por primera vez en la historia de la ciudad, sus residentes tenían la oportunidad de comunicarse con las bellas artes y con las obras maestras de los grandes pintores.
Gracias al grupo creativo, una sección del arte decorativo y aplicado de Baskir se organizó en el Museo de Arte. Viajando por pueblos y aldeas, recogieron poco a poco los artículos domésticos de los Baskirs, decorados con adornos intrincados. La primera expedición tuvo lugar en 1928 en los cantones Beloretsky y Taljano-Kataysky. Al año siguiente, fueron al cantón de Argayash (ahora región de Cheliábinsk). Hubo expediciones en otros años posteriores.
En los años sesenta diversos estudiantes de A. Tyulkin, desarrollaron las posibilidades de la pintura de paisajes sobre el material de la riqueza, belleza y poder de la naturaleza de la región de Baskir. Y en 1970-1980, los historiadores del arte de Moscú (Y. Nekhoroshev, G. Kushnerovskaya, O. Voronova, A. Pistunova) comenzaron a llamar la tradición de la pintura en el arte bashkir «la escuela de pintura de paisajes Ufa», también la nombraban como «la escuela de A. E. Tyulkin».  Después de los años sesenta, esta tradición fue retomada y desarrollada por artistas de la próxima generación de los años setenta y noventa, específicamente encarnada en pinturas de paisajes: Nikolai Peganov, Anvar Kashaev, Mikhail Kuznetsov, Mikhail Spiridonov, Evgeny Vinokurov, Vladimir Panchenko, Rafael Burakanov, en acuarelas:  Vasily Lesin, Victor Suzdaltsev, Ildus Valitov (1947–2000).
Las obras de arte sobre temas históricos fueron creadas por Yezhov, Boris Dmitrievich, las ilustraciones de libros fueron hechas por artistas como Valiakhmet Dianovich, Astrakhantsev, Alexander Alexandrovich, Gayanov, Zufar Gayanovich.
El arte visual de Baskortostán de los años 80-90 (artistas Enikeev Tan, Gayanov Zufar, Farit Ergaliev,  Saitov Ernst) se puede combinar con el concepto general de vanguardia, arte moderno y «movimientos informales». Las imágenes de artistas jóvenes a veces sorprenden con su rareza. Aquí en las pinturas únicamente se puede descubrir las siluetas de yurtas, fragmentos de objetos. La dirección conceptual en pintura está desarrollada por el artista S. Ignatenko.

### Galería de artistas

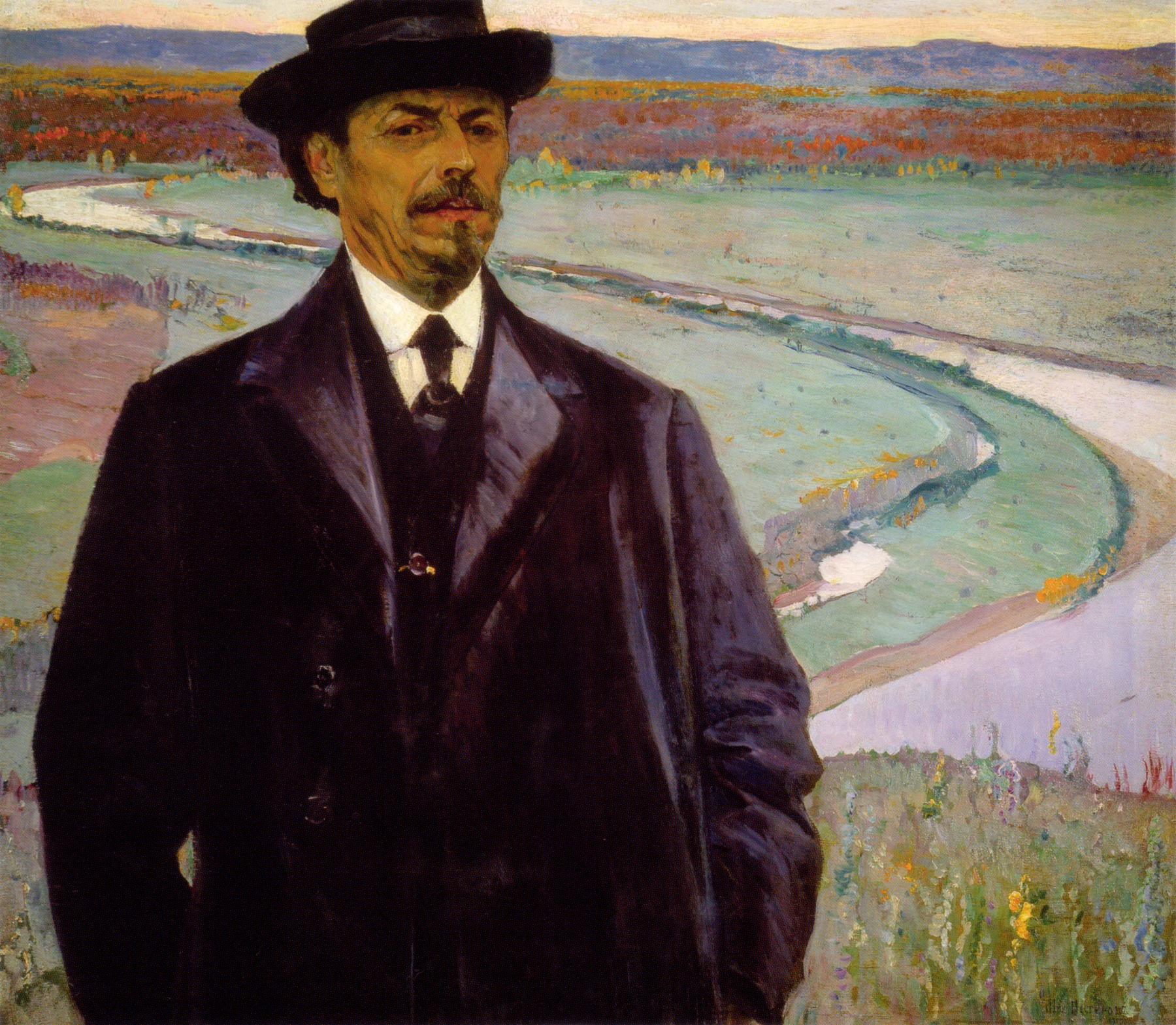
Mijaíl Nésterov, Autorretrato.
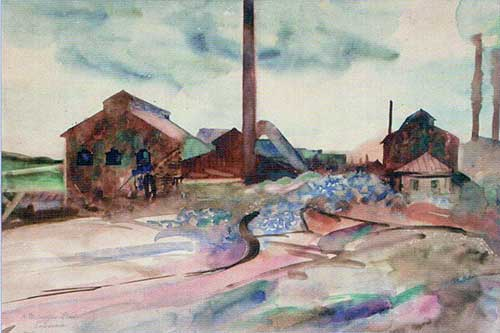
Devletkildeev, Baymak.
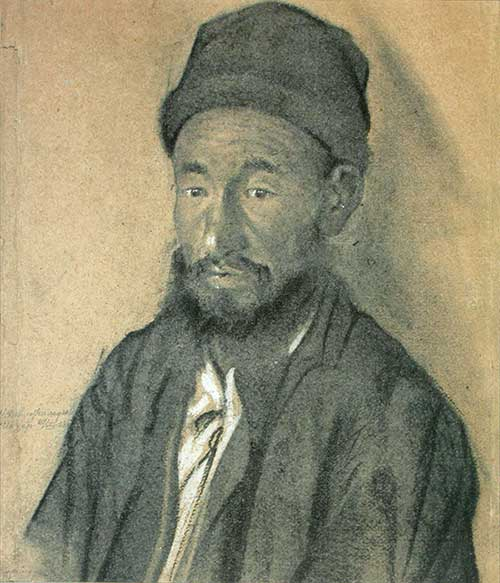
Devletkildeev. Baskir-Ibrahim, (1928).
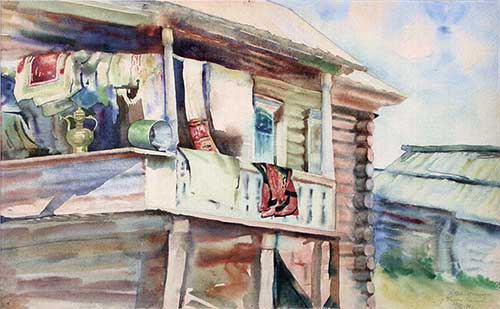
Devletkildeev. Pórtico de una cabaña baskir, (1928).
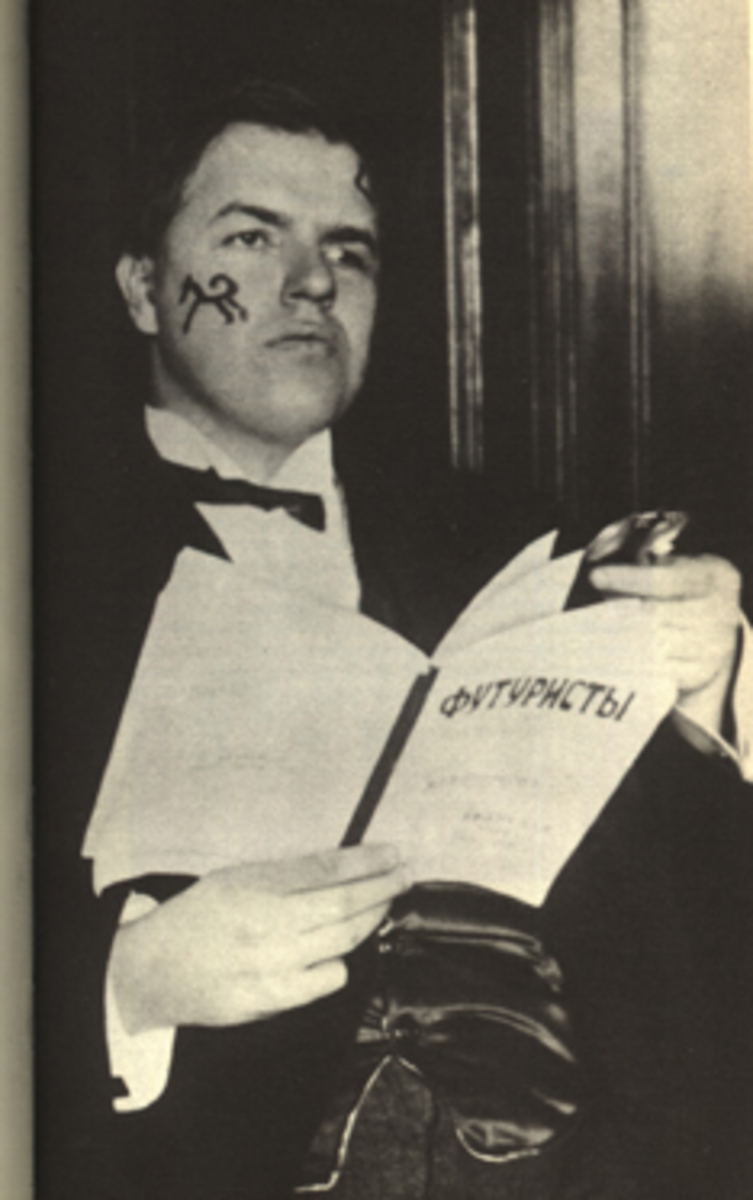
David Burliuk (1914).

## Era de la construcción del capitalismo
A fines del siglo XX y principios del siglo XXI, las condiciones que prevalecieron en la república cuando, con un exceso de capital, fueron que los gerentes exitosos tenían la necesidad de invertir en bellas artes. Grandes coleccionistas privados y corporativos de pintura, artes y oficios aparecieron. Un ejemplo es Vostok Bank, el Centro de Arrendamiento Ural.
En el arte de los artistas contemporáneos baskir, el apego a la estética moderna, es evidente en las obras de los clásicos del arte moderno. El espectro de estos movimientos utilizados como material para un mayor «procesamiento» en sus collages posmodernos fue inusualmente amplio: hay elementos de abstraccionismo, primitivismo, cubismo, fauvismo, dadaísmo, surrealismo y conceptualismo.
Ufá tiene una reputación como un importante centro de arte gráfico. Actualmente, los artistas gráficos están trabajando activamente aquí, participando en la bienal internacional de gráficos tanto en Rusia como en el extranjero. Desde 1998, la «Trienal Internacional de Gráficos de los Urales» se ha celebrado en la ciudad, lo que demuestra el alto grado de desarrollo de este tipo de obras de arte en la república. En 2003, se inauguró el Museo de Arte Moderno Nalia Latfullina de Ufa. En 2005, el montaje «Tomografía» tuvo lugar en el museo, dentro del cual los artistas jóvenes de la ciudad presentaron sus actuaciones.
La evidencia del desarrollo de formas posmodernas en las artes visuales de Baskortostán del siglo XXI es la búsqueda experimental de artistas en el campo del objeto. Los artistas de Ufá llevaron a cabo los primeros experimentos para crear objetos e instalaciones a principios de la década de 1990. Composiciones montadas según el método de artistas italianos de los años 1950-1960, (movimiento arte povera), recogido de todo tipo de desechos industriales y domésticos, se convirtió en un evento importante en la vida artística de Ufá de ese período. En el proyecto «Objeto» (2005), en el que participaron Rais Gaitov, Nikolai Marochkin, Airat Teregulov, Rinat Minnebaev, Vladimir Lobanov y Firdant Nuriakhmetov, las obras creadas por los artistas alcanzaron un nuevo nivel cualitativo y conceptual.

## Gráfico
En Baskortostán, el arte del gráfico se ha desarrollado desde mediados de los años 91, del siglo XX y se asocia con los nombres de Blumentol, Devletkildeev, Jelgashtina, en cuya obra las tradiciones de la acuarela clásica rusa recibieron una nueva interpretación. Las obras líricas de Yelgashtina están dedicadas a la naturaleza de Bashkortostán (Crepúsculo de primavera, 1926), las obras de Devletkildeev tienen un sistema de imágenes profundamente nacional (Cazador de osos de Baskir, ambos en papel acuarela). Blumentol es conocido como un maestro del retrato (Viejo Bashkir, papel y lápiz, 1928). Durante este período, se crearon dibujos de G. P. Cherkasheninov Lezhnev, paisajes en acuarela y retratos de P. M. Lebedev.
Un ejemplo de gráficos auxiliares únicos son los bocetos de interiores tradicionales, objetos de arte decorativo tradicional de los baskires (S.Syromyatnikov en el 30, G.I.Mukhametshin, M.D.Kuznetsov y otros en la segunda mitad del siglo XX). La naturaleza independiente de los gráficos únicos se muestra en la obra de M. Piskunov Transición de las tropas Bashkir al Ejército Rojo, que se convirtió en una experiencia rara de composición histórica, realizada en la técnica de la acuarela.
En 1974 y 1984 se realizaron en Ufa exposiciones de grabados, en 1995 y 1998 - la 1.ª y 2.ª Trienal Ural de Impresión Gráfica. En las exposiciones se presentaron las obras de los artistas gráficos de Baskortostan. R. R. Magliev (Old Ufa, litografía, 1996), Saitov (Home, aguafuerte), Korolevsky (Salavat Yulayev, linograbado), etc. Desde finales del siglo XX, «Baskir graphics» ha estado participando constantemente en exposiciones gráficas internacionales. Desde 2001 se celebra en Ufá la exposición internacional «URAL PRINT TRIENNIAL».

## Escultura

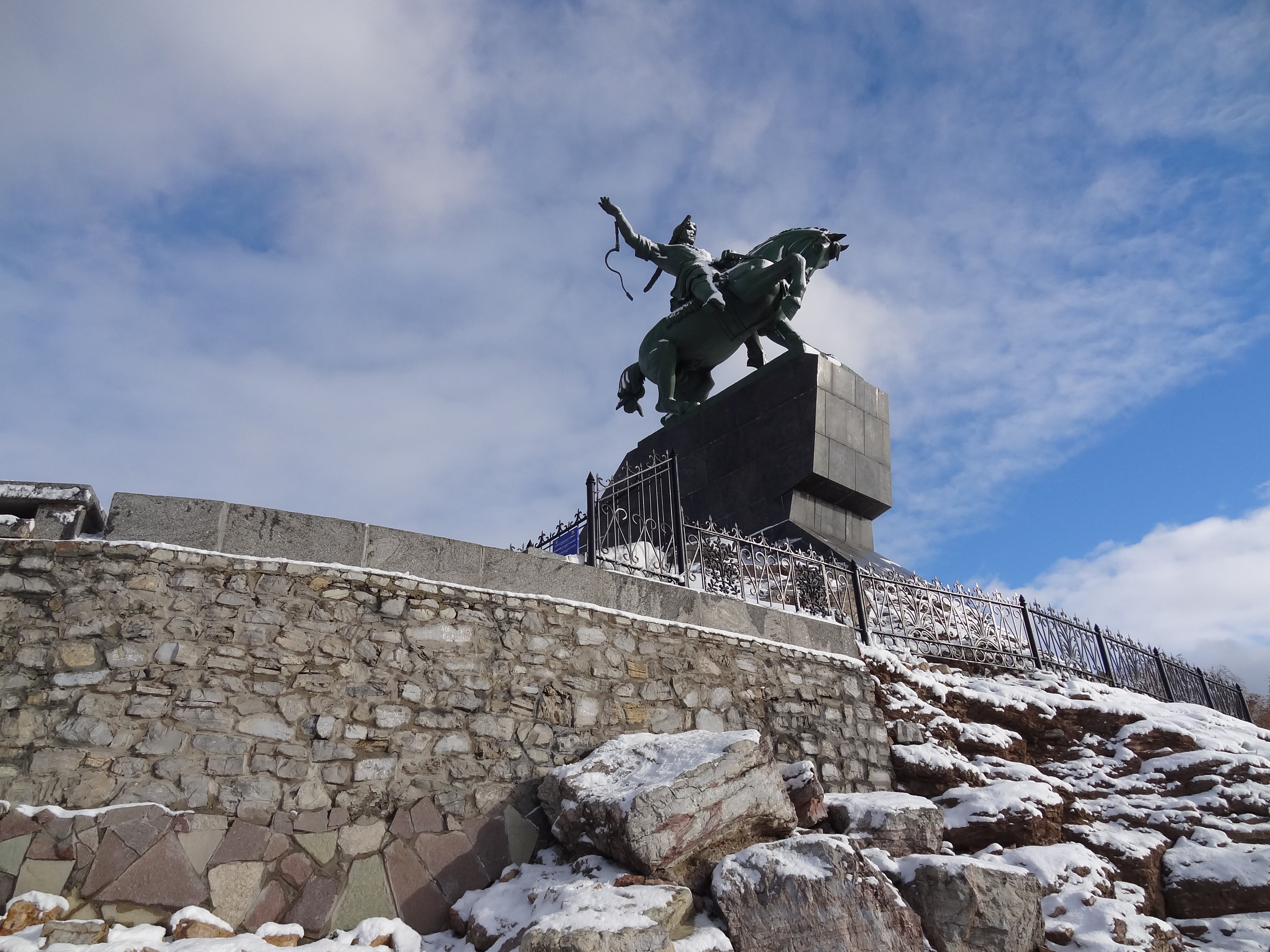
Monumento a Salavat Yuláyev en Ufá. (Patrimonio cultural de Rusia de importancia federal).

La escultura baskir se originó bajo la influencia directa de la escuela realista rusa. En la República Autónoma Socialista Soviética de Baskiria a mediados del siglo XX, aparecieron en la escultura bustos y monumentos dedicados a héroes históricos y figuras culturales, que en su mayoría eran estatuas estándar de líderes y sus asociados a Lenin y otros. Realizados basándose en los retratos de caballete de los artistas rusos Vera Mújina y Tamara Nechaeva, encajan en el programa plástico oficial del arte soviético. A principios de la década de 1960, en los retratos del «estilo severo» del escultor de la escuela de Moscú, Boris Fuzeev, el arte baskir recibió un desarrollo reforzado por el caballete y las obras monumentales de Lev Kuznetsov, Zilfat Basyrov, Evgeny Tsibulsky, Boris Zamaraev.

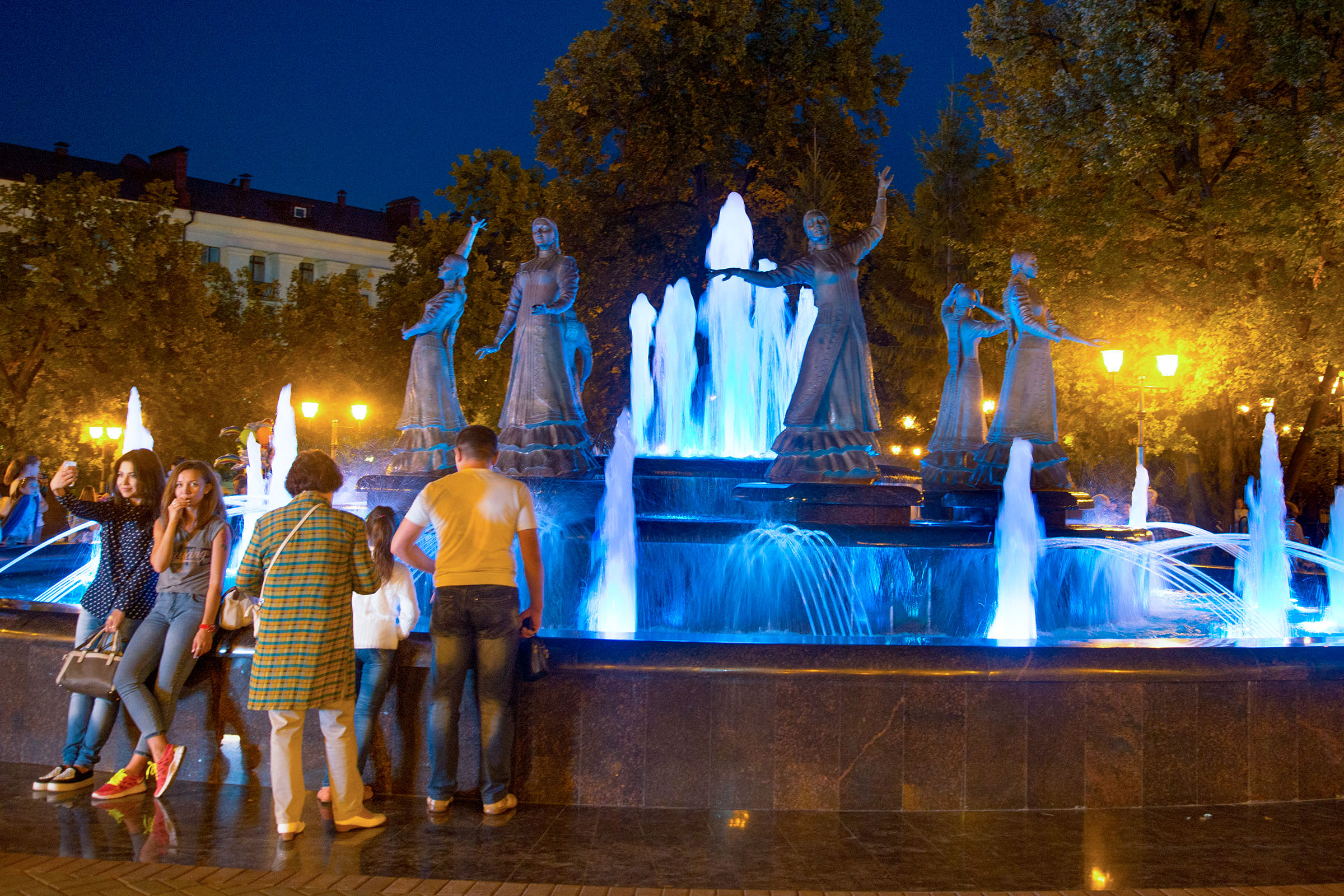
Fuente de Ufá «Seven Girls» esculturas realizadas por el artista Hanif Khabibrakhmanov.

En la década de 1980 prerrequisitos para el desarrollo de la escultura, la aparición de nuevos nombres y modales creativos se establecieron en el arte baskir: este fue el comienzo de la auto-capacitación en el taller de N. A. Kalinushkin en el taller de arte del Instituto Pedagógico Estatal de Bielorrusia, donde fueron fuertemente influenciados por los maestros de escuelas de Moscú. Con los procesos de la perestroika en la sociedad y el cese del control ideológico de la vida artística, la búsqueda de nuevos medios de expresividad plástica, diferentes del realismo tradicional, se desarrolló en las obras de los jóvenes escultores Yavdat Akhmetov, Vladimir Lobanov, Vladimir Antipin, Firdant Nuriakhmetov. En su mayor parte, educados en el taller de N. A. Kalinushkin, continuaron comunicándose estrechamente con el maestro, trabajando codo a codo con él junto con otros maestros del país y del extranjero en simposios en Baskiria y en Rusia.
El Monumento a Salavat Yuláyev (1967) del escultor Soslanbek Dafayevich Tavasiev, y el Monumento de la Amistad de los Pueblos (1965) de los escultores M.F.Baburin y G.P. Levitskaya en Ufá se convirtieron en el sello distintivo de la ciudad y un tesoro nacional. Seis figuras metafóricas inscritas en las aberturas arqueadas creadas para ellos en el Museo Salavat Yulaev en el pueblo de Maloyaz fueron creadas por el escultor también de Ufá, Hanif Khabibrakhmanov, quien también es el autor de la composición escultórica de la fuente de Ufá «Seven Girls».

## Artes y oficios
Las artes y oficios prerrevolucionarios de los Baskir se limitaban con mayor frecuencia a las necesidades útiles de la familia. Un evento importante en la vida de una mujer fue el matrimonio. Se preparó una gran cantidad de cosas tejidas y bordadas para la boda: sharshau estampado, un traje de boda para una joven y su novio, toallas, servilletas, manteles, bufandas para una dote y regalos de boda. En el período de preparación para la boda, las habilidades creativas de la joven de bordadora y tejedora se revelaban más plenamente.
Entre los diversos objetos de artesanía artística, un lugar especial entre los baskires está ocupado por productos hechos de madera: cubos con un mango calado o monturas de caballo con hermosos arcos. La alta técnica de su decoración, la variedad de formas y tramas atrajeron la atención de investigadores rusos y extranjeros en los siglos XVII y XVIII. Los productos de madera se fabricaban utilizando un mínimo de herramientas, normalmente un hacha y un cuchillo. Un raro regalo de tallado se convirtió en la ocupación de la vida de algunos hombres. Cucharas talladas, cuencos y tinas para koumiss, hechas con sus manos, tenían gran demanda. Los tallistas experimentados guardaron y transmitieron cuidadosamente los secretos de la creatividad aplicada de generación en generación. Los jóvenes maestros lo enriquecieron y lo mejoraron. El arte decorativo aplicado de los baskires experimentó períodos de ascenso y declive en su historia. Sin embargo, hasta el día de hoy, ha traído maravillosos ejemplos de obras culturales creadas por manos de artistas populares baskires.
En el arte popular bashkir, no hay visualización física debido a la fuerte influencia en la vida espiritual de la religión del Islam, que prohibió la representación de todo tipo de objetos materiales, pero todavía así el arte en sí se ha conservado como «el almacén más rico de adornos, materiales, técnicas de procesamiento y técnicas de fabricación de productos, dando lugar a una variedad de métodos combinatorios y una mayor estilización y esquematización del lado de la trama del arte». La forma principal del arte es el ornamento, que representa una capa peculiar e importante de la memoria artística de la gente. El adorno es un componente obligatorio de la decoración de las cosas. En los baskires, este es un patrón que está formado por una combinación de figuras y elementos geométricos, zoomorfos y vegetales. Dependiendo del destino, el adorno estaba ubicado en el borde, con rosetas separadas o una cuadrícula sólida.
Para decorar la ropa, se usó principalmente un adorno de elementos geométricos y vegetales ubicados en los bordes de las piezas, con menos frecuencia rosetas. En el adorno baskir existen los siguientes grupos de motivos claramente expresados: «cuskar», un símbolo de cuernos de cordero rizado y un símbolo de hierba, el tema de los nómadas criadores de ganado y sus modificaciones posteriores: rizos en espiral y en forma de S, patrones curvos, espirales, figuras en forma de corazón y ondas. En el año 2012 en Ufá, se organizó una exposición en honor del artista maestro de talla Ilyis Yamaletdinov.

## Crítica de arte
Historiadores del arte participaron en un estudio sistemático de las obras de arte de la República de Baskortostán y el trabajo de los artistas baskires:Lyudmila Kazanskaya (1905-1985), la primera crítica profesional de arte y experta en museos Ufá, Almira Yanbukhtina, crítica de arte rusa, doctora en historia del arte, honrada trabajadora de arte del Departamento de Diseño del Instituto Nacional de la República de Bielorrusia. De Cultura de la Academia Estatal de Economía y Servicio de Ufá (UGAES), Evelina Fenina - crítica de arte, Trabajadora de Honor de la República Autónoma Socialista Soviética de Baskiria, Gabriel Pikunova-Uzhdavini, - crítica de arte, exdirectora del Museo Estatal de Arte de Baskir llamado así por M.V. Nesterova, Valentina Sorokina - crítica de arte, Honorable Trabajador de la Cultura de la República de Bielorrusia, etc., crítico de arte Irina Oskina (Ufá).
Farida Minnigulova, está estudiando la escultura de Baskortostán, los problemas de su formación y desarrollo.

## Museos, salas de exposiciones

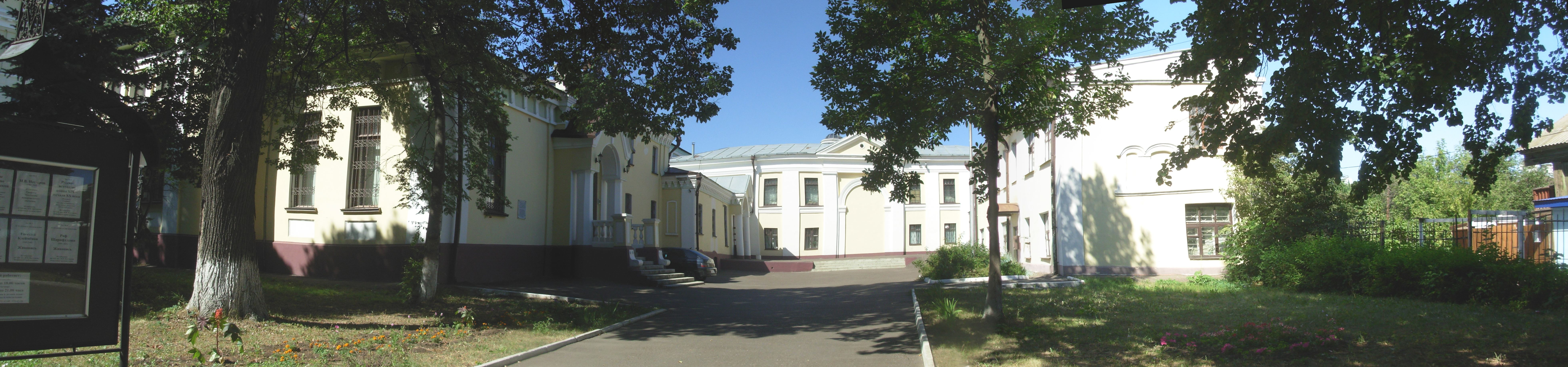
Museo Estatal de Arte de Bashkir llamado así por M.V. Nesterov

La capital de la República carece de salas de exposiciones modernas. En el Museo Estatal de Arte de Baskir que lleva el nombre de M.V. Nesterov, únicamente se exhibe el 1% de las colecciones.
- Museo Estatal de Arte de Bashkir llamado así por M.V. Nesterov
- Galería de arte de Ufa, pequeña sala de exposiciones
- RO VTOO "Unión de Artistas de Rusia" RB
- Memorial House-Museum de A.E. Tyulkin (Ufá , calle Volnovaya, 21)
- Galería de imágenes de Voskresenskaya (pueblo de Voskresenskoye , distrito de Meleuzovsky, 68 Karl Marx St.)
- Galería de arte Neftekamsk "Miras" (Neftekamsk, 89 Stroiteley St.)
- Galería de arte Sterlitamak (Sterlitamak, 84 Kommunisticheskaya St.)
- Sala de exposiciones "Izhad" (Ufa, calle Kosmonavtov, 22)
- En la década de 1990, se abrieron museos de tradiciones locales y galerías de arte en las ciudades de Ishimbái, Salavat y Sterlitamak .

## Organizaciones
- La rama regional de la organización pública creativa rusa «Unión de Artistas de Rusia» de la República de Baskortostán (RO VTOO «SHR» RB; anteriormente - SH BASSR, SH RB) existe desde 1934.[15]
- Asociación de artistas del sur de Baskortostán.